# Cnidoscolus aconitifolius
Cnidoscolus aconitifolius är en törelväxtart som först beskrevs av Philip Miller, och fick sitt nu gällande namn av Ivan Murray Johnston. Cnidoscolus aconitifolius ingår i släktet Cnidoscolus och familjen törelväxter.

## Underarter
Arten delas in i följande underarter:
- C. a. aconitifolius
- C. a. polyanthus

## Bildgalleri

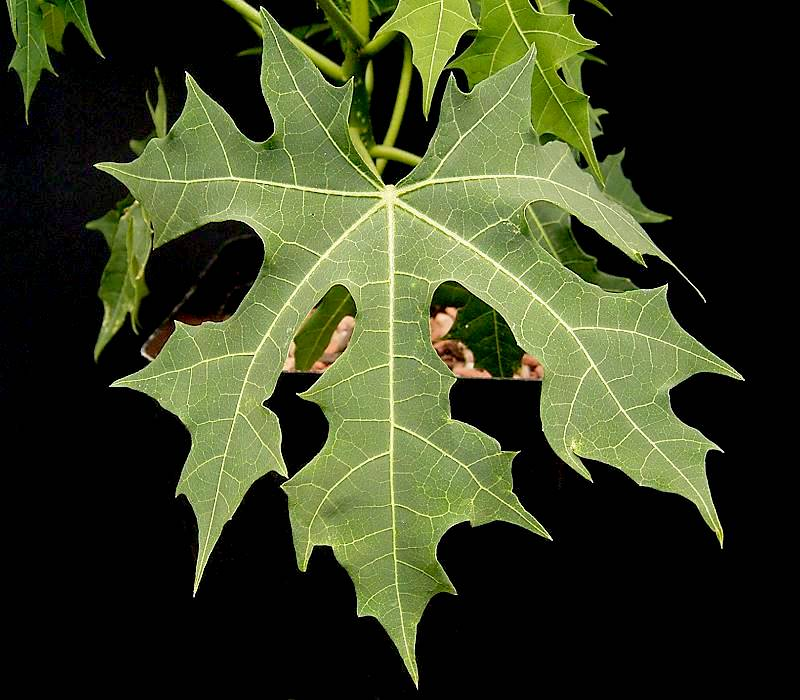